# Прокляте місце
«Прокляте місце» (англ. Lost Place) — німецький 3D-фільм жахів, створений режисером Торстеном Клайном як його дебютна робота. Це перший Європейський фільм, який було знято в новому аудіоформаті Dolby Atmos. Німецька прем'єра відбулася 19 вересня 2013 року. Також фільм показанли на 66-му Каннському кінофестивалі.
Слоган фільму: «Цього місця нема на жодній карті».

## Зміст
Під час геокешингу в Пфальцькому лісі, четверо підлітків зіткнулися з покинутою станцією радіовежі, яка колись була частиною таємної військової програми з доволі жахливими побічними діями.

## Ролі
| Актор              | Роль           |
| ------------------ | -------------- |
| Франсуа Геск       | Даніель        |
| Ютте-Мерле Бернзен | Еллі           |
| Йозефіна Пройсс    | Джессіка       |
| Піт Буковскі       | Томас          |
| Анатоль Таубман    | Фальк Гайзінге |
| Бьорн Бугров       | Офіцер поліції |
| Георг Каммерер     | Офіцер поліції |
| Ріці Екерман       | власник готелю |

## Саундтрек
- SIDO FEAT. BASS SULTAN HENGZT — JEDEN TAG WOCHENENDE — ICH PE — ALBUM — TRACK 24
- Marc Ferrari — Love Is Blind
- Matt Deny feat. Mike Farner — Smokin' Funk
- Phil Buckle — Message To Your Heart

## Знімальна група
- Режисер — Торстен Клайн
- Сценарист — Торстен Клайн, Лена Вурма
- Продюсер — Лена Вурма, Алекс Веймер, Естер Фрідріх
- Композитор — Адріан Зібер